# Hemimelaena
Hemimelaena is een geslacht van steenvliegen uit de familie Perlodidae. De wetenschappelijke naam van het geslacht is voor het eerst geldig gepubliceerd in 1907 door Klapálek.

## Soorten
Hemimelaena omvat de volgende soorten:
- Hemimelaena flaviventris (Pictet, 1841)